# NGC 2208
NGC 2208 is een lensvormig sterrenstelsel in het sterrenbeeld Voerman. Het hemelobject werd op 24 november 1886 ontdekt door de Amerikaanse astronoom Lewis A. Swift.

## Synoniemen
- UGC 3452
- MCG 9-11-10
- ZWG 260.7
- NPM1G +51.0053
- PGC 18911